# Радіомрії
«Радіомрії» (англ. Radio Dreams) — американсько-іранський комедійний фільм, знятий Бабаком Джалалі. Світова прем'єра стрічки відбулась 1 лютого 2016 року на Роттердамському міжнародному кінофестивалі. Фільм розповідає про роботу іранської емігрантської радіостудії в Сан-Франциско.

## У ролях
- Могсен Намджу — Гамід
- Бошра Дастурнезгад — Марал
- Ребі Адіб
- Суліман Кардаш
- Сіддіке Агмед

## Визнання
| Нагороди та номінації фільму «Радіомрії» | Нагороди та номінації фільму «Радіомрії» | Нагороди та номінації фільму «Радіомрії» | Нагороди та номінації фільму «Радіомрії» | Нагороди та номінації фільму «Радіомрії» | Нагороди та номінації фільму «Радіомрії» |
| Рік                                      | Кінопремія / Кінофестиваль               | Категорія / Нагорода                     | Номінант                                 | Результат                                |                                          |
| ---------------------------------------- | ---------------------------------------- | ---------------------------------------- | ---------------------------------------- | ---------------------------------------- | ---------------------------------------- |
| 2016                                     | Роттердамський міжнародний кінофестиваль | «Золотий тигр» за найкращий фільм        | «Радіомрії»                              | Перемога                                 |                                          |